# Kévin Monnet-Paquet
Kévin Monnet-Paquet (Bourgoin-Jallieu, Ródano-Alpes, 19 de agosto de 1988) es un exfutbolista francés que jugaba de delantero.

## Estadísticas

### Clubes
Actualizado hasta el fin de su carrera.
| Club                        | Div.          | Temporada     | Liga  | Liga  | Copas nacionales | Copas nacionales | Torneos internacionales | Torneos internacionales | Total | Total | Media goleadora |
| Club                        | Div.          | Temporada     | Part. | Goles | Part.            | Goles            | Part.                   | Goles                   | Part. | Goles | Media goleadora |
| --------------------------- | ------------- | ------------- | ----- | ----- | ---------------- | ---------------- | ----------------------- | ----------------------- | ----- | ----- | --------------- |
| R. C. Lens Francia          | 1.ª           | 2006-07       | 5     | 0     | 3                | 1                | 4                       | 0                       | 12    | 1     | 0,08            |
| R. C. Lens Francia          | 1.ª           | 2007-08       | 18    | 2     | 3                | 0                | 1                       | 0                       | 22    | 2     | 0,09            |
| R. C. Lens Francia          | 2.ª           | 2008-09       | 35    | 7     | 3                | 0                | —                       | —                       | 38    | 7     | 0,18            |
| R. C. Lens Francia          | 1.ª           | 2009-10       | 32    | 4     | 5                | 0                | —                       | —                       | 37    | 4     | 0,11            |
| R. C. Lens Francia          | 1.ª           | 2010-11       | 3     | 0     | —                | —                | —                       | —                       | 3     | 0     | 0               |
| R. C. Lens Francia          | Total club    | Total club    | 93    | 13    | 14               | 1                | 5                       | 0                       | 112   | 14    | 0,13            |
| F. C. Lorient Francia       | 1.ª           | 2010-11       | 31    | 0     | 5                | 0                | —                       | —                       | 36    | 0     | 0               |
| F. C. Lorient Francia       | 1.ª           | 2011-12       | 35    | 6     | 5                | 1                | —                       | —                       | 40    | 7     | 0,18            |
| F. C. Lorient Francia       | 1.ª           | 2012-13       | 35    | 6     | 6                | 0                | —                       | —                       | 41    | 6     | 0,15            |
| F. C. Lorient Francia       | 1.ª           | 2013-14       | 36    | 4     | 2                | 0                | —                       | —                       | 38    | 4     | 0,11            |
| F. C. Lorient Francia       | Total club    | Total club    | 137   | 16    | 18               | 1                | 0                       | 0                       | 155   | 17    | 0,11            |
| A. S. Saint-Étienne Francia | 1.ª           | 2014-15       | 30    | 2     | 6                | 2                | 7                       | 1                       | 43    | 5     | 0,12            |
| A. S. Saint-Étienne Francia | 1.ª           | 2015-16       | 31    | 2     | 1                | 0                | 11                      | 3                       | 43    | 5     | 0,12            |
| A. S. Saint-Étienne Francia | 1.ª           | 2016-17       | 34    | 4     | 3                | 0                | 11                      | 1                       | 48    | 5     | 0,1             |
| A. S. Saint-Étienne Francia | 1.ª           | 2017-18       | 30    | 2     | 1                | 0                | —                       | —                       | 31    | 2     | 0,06            |
| A. S. Saint-Étienne Francia | 1.ª           | 2018-19       | 23    | 1     | 3                | 1                | —                       | —                       | 26    | 2     | 0,08            |
| A. S. Saint-Étienne Francia | 1.ª           | 2019-20       | 0     | 0     | 0                | 0                | 0                       | 0                       | 0     | 0     | 0               |
| A. S. Saint-Étienne Francia | 1.ª           | 2020-21       | 16    | 0     | 1                | 0                | —                       | —                       | 17    | 0     | 0               |
| A. S. Saint-Étienne Francia | Total club    | Total club    | 164   | 11    | 15               | 3                | 29                      | 5                       | 208   | 19    | 0,09            |
| Aris de Limassol Chipre     | 1.ª           | 2021-22       | 16    | 3     | 0                | 0                | —                       | —                       | 16    | 3     | 0,19            |
| Aris de Limassol Chipre     | 1.ª           | 2022-23       | 4     | 0     | 1                | 0                | 0                       | 0                       | 5     | 0     | 0               |
| Aris de Limassol Chipre     | Total club    | Total club    | 20    | 3     | 1                | 0                | 0                       | 0                       | 21    | 3     | 0,14            |
| Total carrera               | Total carrera | Total carrera | 414   | 43    | 48               | 5                | 34                      | 5                       | 496   | 53    | 0,11            |
| 1. 2. 3.                    |               |               |       |       |                  |                  |                         |                         |       |       |                 |

## Palmarés

### Títulos nacionales
| Título                     | Club             | País    | Año     |
| -------------------------- | ---------------- | ------- | ------- |
| Ligue 2                    | R. C. Lens       | Francia | 2008-09 |
| Primera División de Chipre | Aris de Limassol | Chipre  | 2022-23 |